# Cross Bay Veterans Memorial Bridge
Die Cross Bay Veterans Memorial Bridge, bis 1977 Cross Bay Parkway Bridge, ist eine 1970 eröffnete Brücke in der Jamaica Bay im Stadtteil Queens von New York City. Sie verbindet Broad Channel Island mit der Halbinsel Rockaways. 

## Geschichte
An der Stelle der Cross Bay Veterans Memorial Bridge wurde bereits in den Jahren nach dem Ersten Weltkrieg eine zweispurige Betonplattenbrücke errichtet, die dem Verkehr aber schon bald nicht mehr genügte, zumal die Fischer ihre Autos auf den Fahrspuren parkten und so den Verkehrsfluss behinderten. 
Unter der Leitung von Robert Moses begann 1936 die New York City Parkway Authority mit dem Bau einer neuen Brücke, die Teil eines Projektes war, die Rockaways als Wohn- und Erholungsgebiet zu erschließen. Die vierspurige Brücke wurde 1939 fertiggestellt. in der Mitte war eine doppelte Klappbrücke eingebaut, um die Schifffahrt nicht zu behindern. Bereits im ersten vollen Betrieb benutzten 10.000 Fahrzeuge die mautpflichtige Brücke. In den 1960er Jahren war der Verkehr so stark angestiegen, dass bei einer Brückenöffnung für die Schifffahrt sich der Verkehr meilenweit bis nach Howard Beach zurückstaute und in den Rockaways ein Verkehrschaos entstand. 
1966 wurde mit dem Bau der neuen Brücke begonnen, die 1970 fertiggestellt wurde. Sie hatte sechs Fahrspuren und auf jeder Seite einen 10 Fuß (ca. 3 m) breiten Bürgersteig für die Radfahrer und Fischer. Zwischen 2007 und 2010 wurde die Brücke einer umfassenden Sanierung unterzogen, die 57 Mio. US-Dollar kostete. Neben der Fahrbahnerneuerung und der Sanierung der Stahlstruktur der Brücke wurden auch neue Betonfahrbahnteiler und Geländer angebracht. Dabei wurde der westliche Bürgersteig aufgehoben.   

## Bauwerk
Die 910 m lange Cross Bay Veterans Memorial Bridge hat unter dem 275 Fuß (ca. 84 m) langen Hauptträger eine Durchfahrtshöhe von 55 Fuß (ca. 17 m). Die Brücke trägt sechs Fahrstreifen des Cross Bay Boulevards sowie einen Bürgersteig und Radweg auf der Ostseite.